# Aporia crataegi
Aporia crataegi é uma espécie de insetos lepidópteros, mais especificamente de borboletas pertencente à família Pieridae.
A autoridade científica da espécie é Linnaeus, tendo sido descrita no ano de 1758.
Trata-se de uma espécie presente no território português.

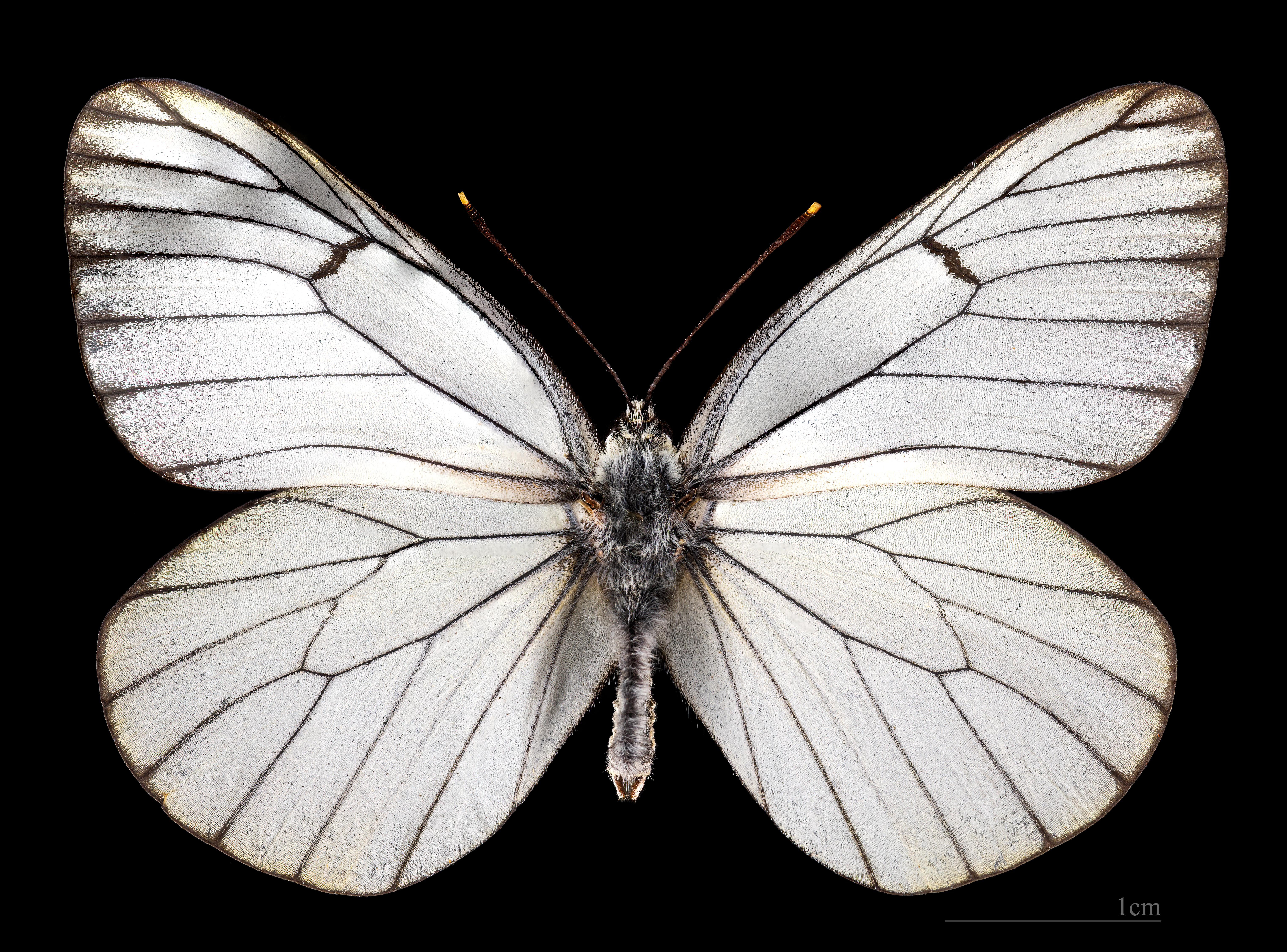
Aporia crataegi ♂
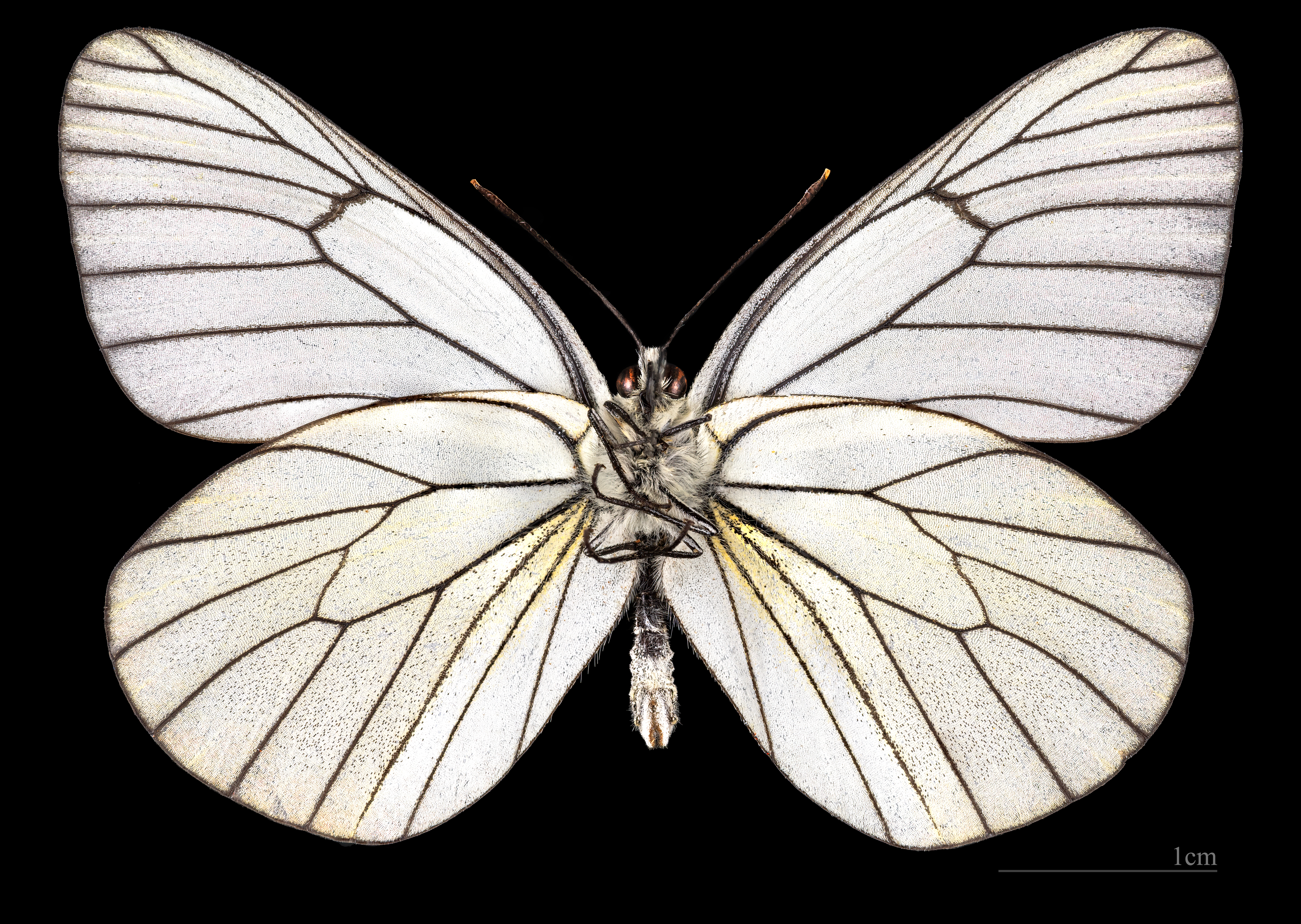
Aporia crataegi ♂ △
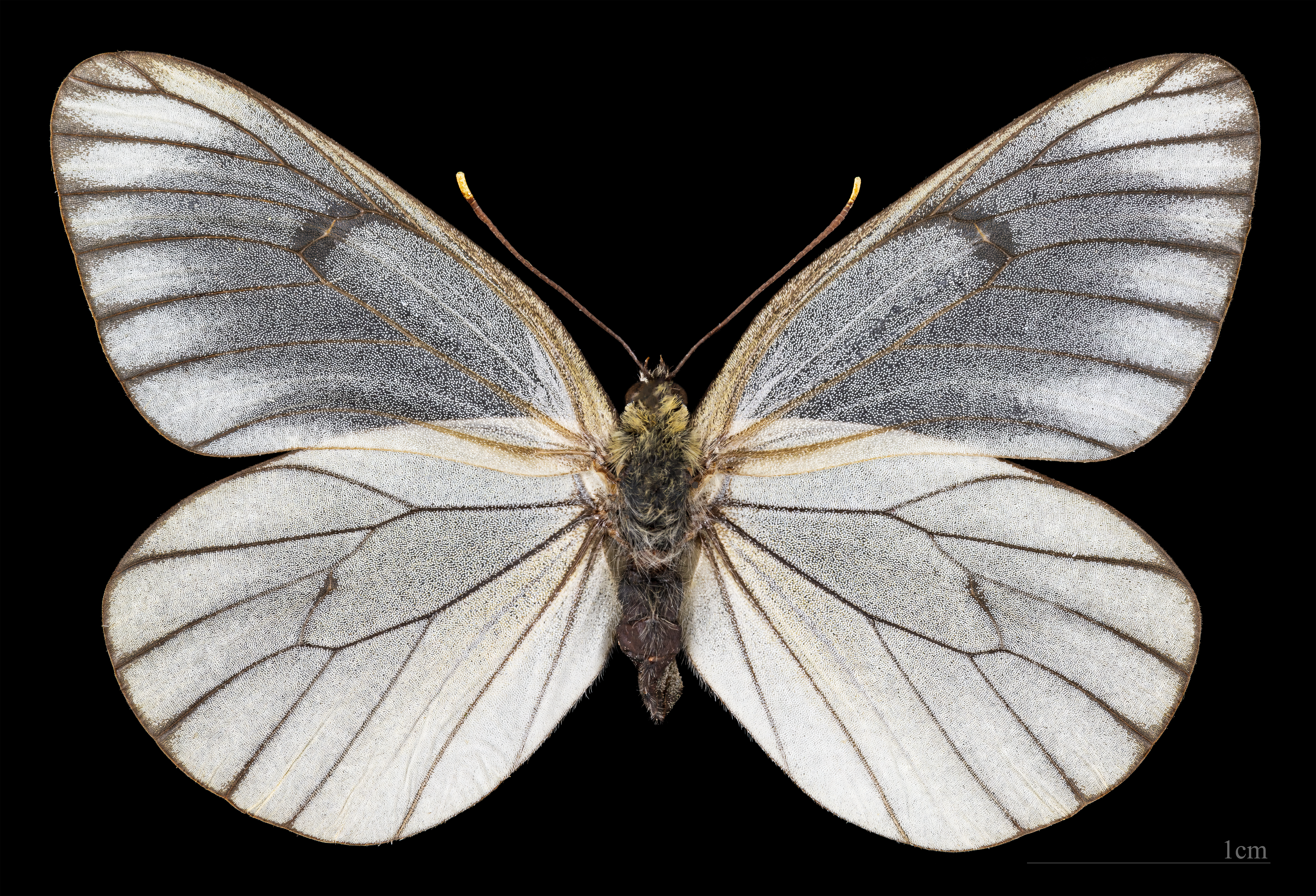
Aporia crataegi  ♀
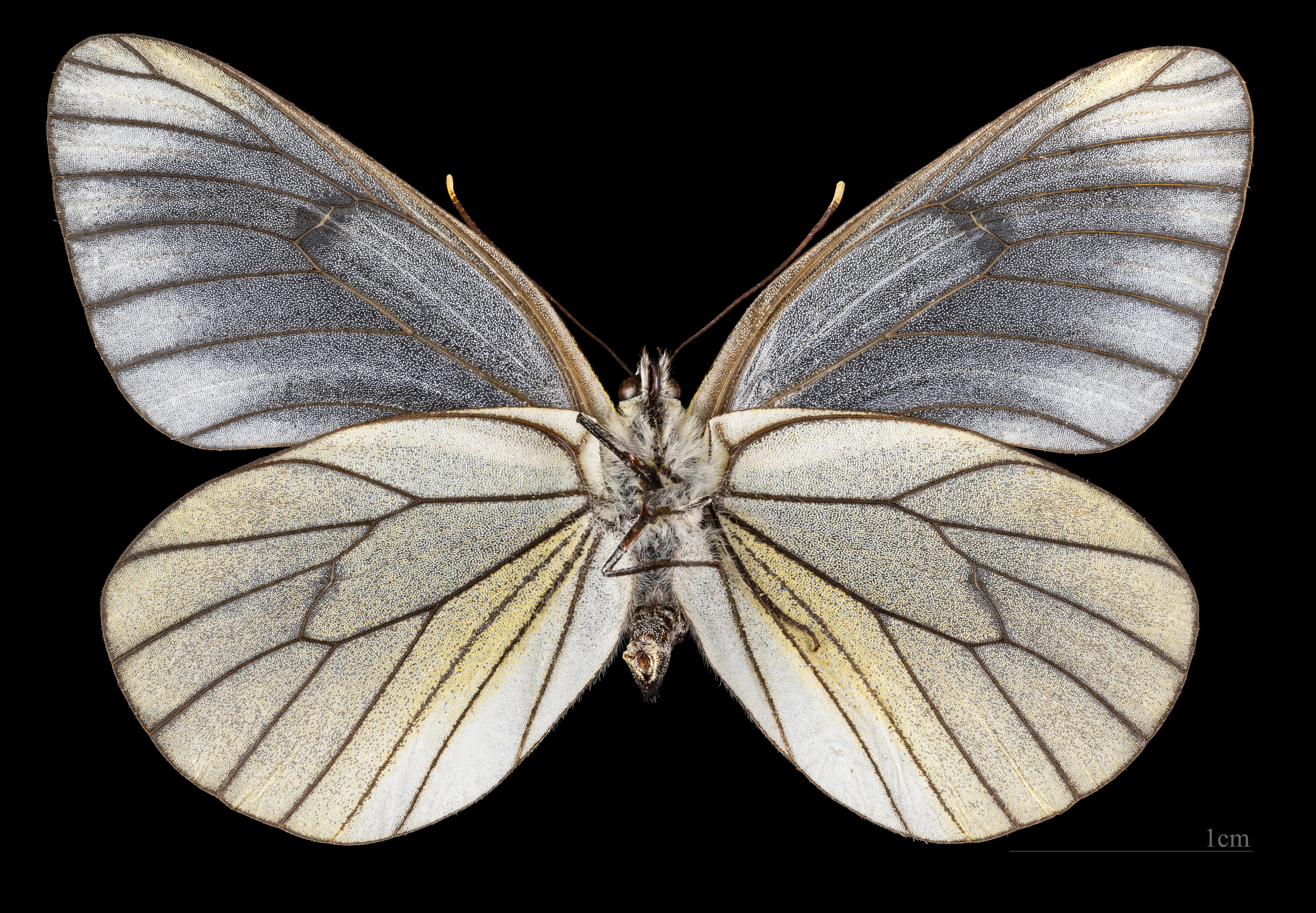
Aporia crataegi  ♀ △